# Nesillas brevicaudata
Nesillas brevicaudata е вид птица от семейство Acrocephalidae.

## Разпространение
Видът е разпространен в Коморските острови.